# Palazzo Zorzi (Venezia)
Il palazzo Zorzi, conosciuto anche come palazzo Zorzi Galeoni o palazzo Zorzi a San Severo, è un palazzo storico di Venezia, ubicato nel sestiere di Castello a San Severo, tra la salizada Zorzi e il rio di San Severo.

## Storia
Marco Zorzi, soprannominato “Pinza d'Oro” per la sua fortuna e capacità negli affari, interviene verso la fine del Quattrocento per rifare interamente il palazzo preesistente, che era stato costruito su un terreno acquistato dai fratelli Giovanni e Francesco Zorzi alla fine del Trecento. La pianta di Jacopo de' Barbari del 1500  mostra il nuovo palazzo ancora in costruzione, ma si suppone che il progetto fosse stato affidato a Mauro Codussi (architetto, tra l'altro, della vicina chiesa di Santa Maria Formosa) poco dopo il 1480, visto che Codussi morirà nel 1504. Francesco Sansovinonel 1581 lo descrive come "il palazzo della famiglia Giorgia coperto di candidi marmi".
Nel 1997 il palazzo viene acquistato dal Comune di Venezia e dopo cinque anni di restauri che cancellano ogni traccia delle antiche decorazioni interne, in pessimo stato dopo anni di incuria, dal 2002 è sede regionale dell'UNESCO. In questa sede è stata ospitata fino al 2015 l'Associazione dei Comitati Privati per la Salvaguardia di Venezia, diretta per 26 anni da Alvise Zorzi, discendente dalla stessa famiglia che ha fondato il palazzo.

## Descrizione
Spicca per il bianchissimo rivestimento di pietra d'Istria accanto al precedente gotico Palazzo Zorzi Bon e mostra linee già decisamente rinascimentali. Particolare la pianta angolare, che ha portato alla costruzione, rarissima a Venezia, di un portego (il salone principale) ad elle. 
Il palazzo, oltre ad un cortile interno con una vera da pozzo, anticamente comprendeva una ampia ala lungo la salizada, ora quasi interamente occupata dal ristorante "Al Giardinetto da Severino", che ostenta in una delle sale un camino antico decorato da un grande stemma Zorzi. Lo stesso cortile, ora del ristorante ed in passato sede di una bocciofila, era in origine il grande giardino del palazzo, a cui si accedeva da una balconata adiacente al portego.

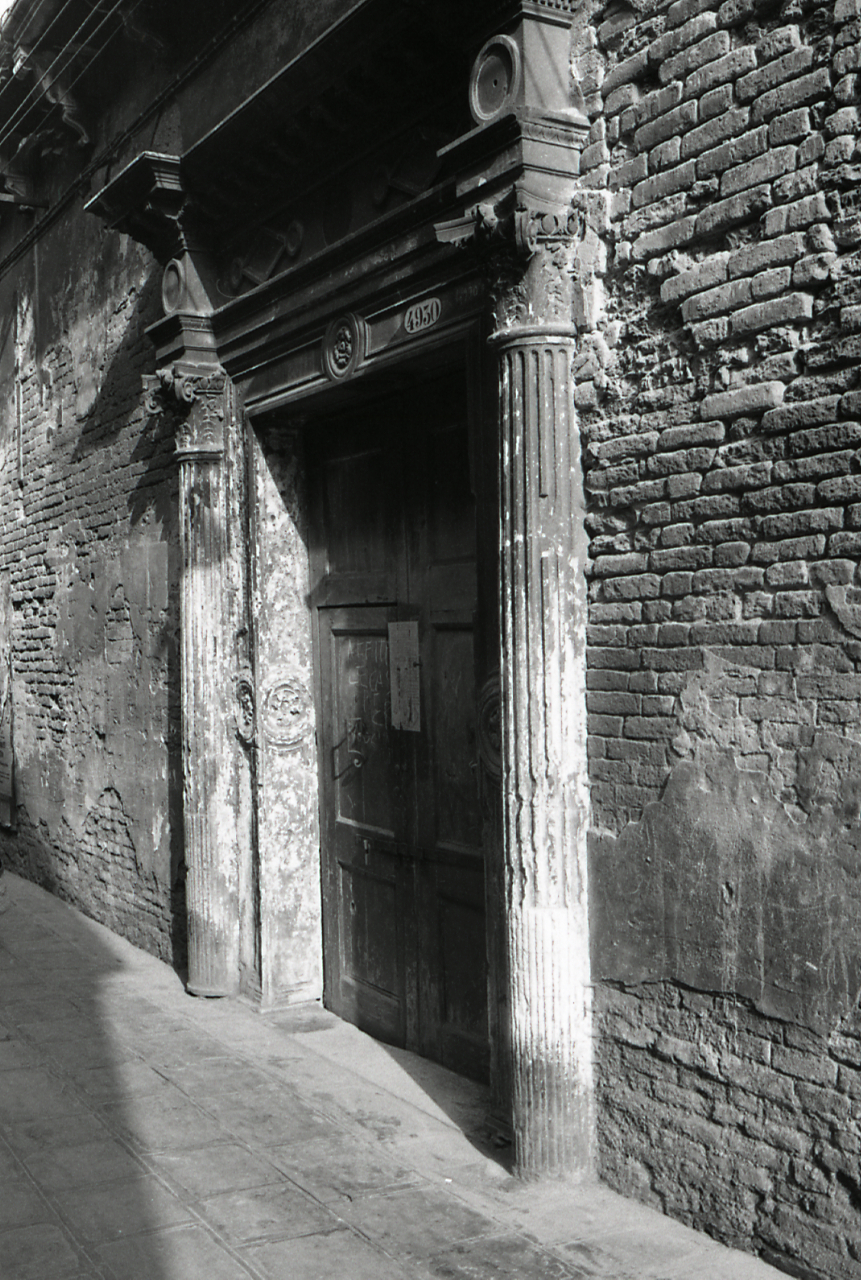
Il portale d'ingresso, in una foto di Paolo Monti del 1977
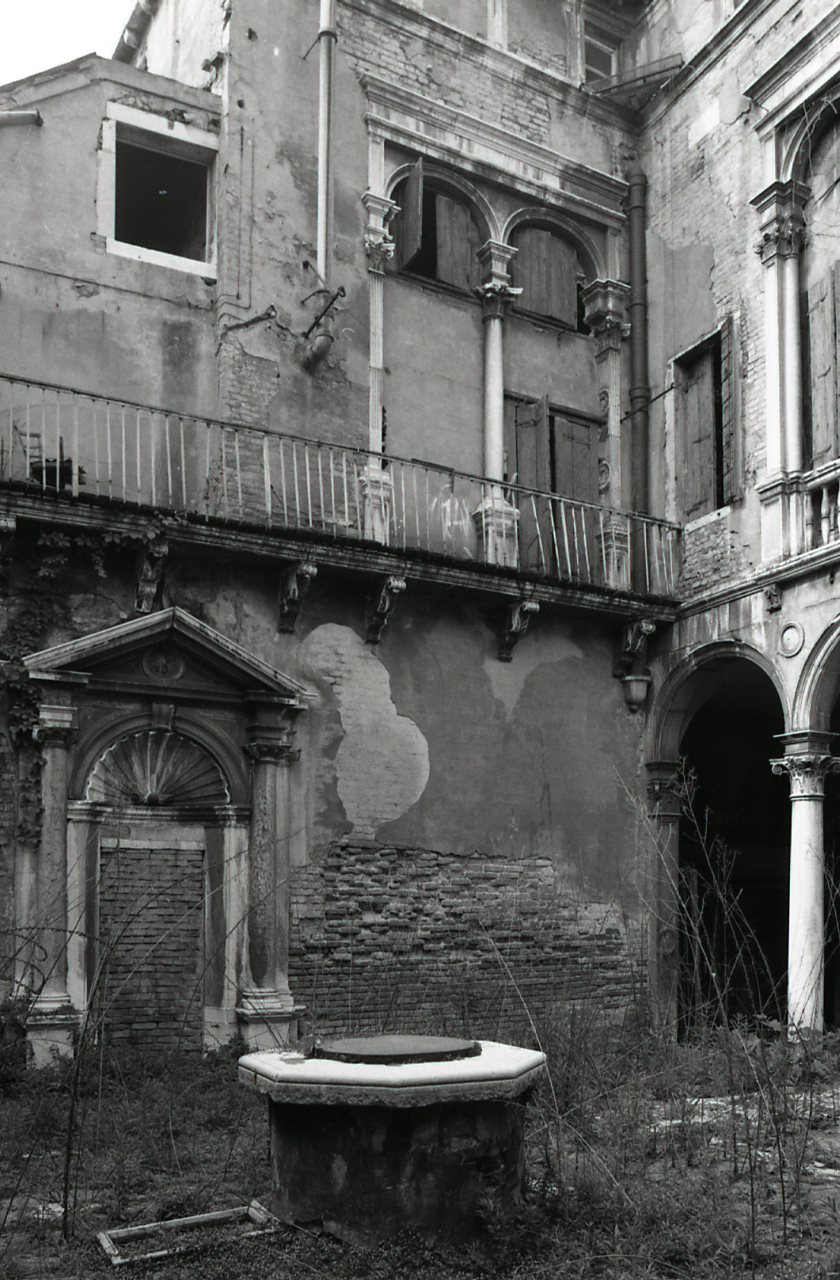
Il cortile interno in una foto di Paolo Monti del 1977